# Вацик Яків Максимович
Яків Максимович Вацик (20 жовтня 1859, Тернопіль — 15 липня 1919, там само) — український греко-католицький священник, педагог, громадський діяч. Доктор теології.

## Життєпис
Народився 20 жовтня 1859 року в м. Тернополі (Королівство Галичини та Володимирії, Австрійська імперія, нині Тернопільська область, Україна).
Навчався на філософському і богословському факультетах Львівського університету. Рукопокладений у сан священника в 1887 році. Служив сотрудником на парафіях у селах Токи Збаразького деканату (1887–1888) і Острів Тернопільського деканату (1888–1890).
З 1890 року працював у Тернополі катехитом учительської семінарії та української гімназії. Був одним зі співзасновників українського товариства «Міщанське братство» (один з 10-ти) в Тернополі, обраний заступником голови його першого виділу.
Помер 15 липня 1919 року в м. Тернополі.